# John Swartzwelder
John Swartzwelder, född 16 november 1950, är en amerikansk författare och humorist. 
Swartzwelder var en av manusförfattarna till tv-serien The Simpsons. 